# 绍莫焦劳奇
绍莫焦劳奇，是匈牙利绍莫吉州所辖的一个村。总面积7.70平方公里，总人口201，人口密度26.1人/平方公里（2011年1月1日）。